# Navas de San Antonio
Navas de San Antonio – gmina w Hiszpanii, w prowincji Segowia, w Kastylii i León, o powierzchni 68,95 km². W 2011 roku gmina liczyła 430 mieszkańców.